# Liga
Liga (en rus: Лига) és un poble (un possiólok) de la República de Mordòvia, a Rússia, segons el cens del 2010 tenia 6 habitants, pertany al municipi de Kozlovka.